# Colin Brittan
Colin Brittan (* 2. Juni 1927 in Bristol; † 4. April 2013 ebenda) war ein englischer Fußballspieler. Als Außenläufer gehörte er zwischen 1948 und 1958 dem von Arthur Rowe trainierten Tottenham Hotspur an, die in der Saison 1950/51 die englische Meisterschaft gewannen. Neben mehr als 300 Partien für die Reservemannschaft kam er aber nur gelegentlich zu Einsätzen in der „ersten Mannschaft“ und stand im Schatten von Mitspielern wie Ron Burgess und Bill Nicholson sowie später Danny Blanchflower und Tony Marchi.

## Sportlicher Werdegang
Der in Bristol geborene Brittan besuchte zunächst die Bristol North School. Nach der Ausbildung in einer Technikerschule begann er für die Bristol Aeroplane Company in Filton, einem Vorort von Bristol, zu arbeiten. Seine ersten fußballerischen Schritte absolvierte er in der Nachkriegszeit als Amateur bei den heimischen Bristol North Old Boys, wo ihn Talentscouts von Tottenham Hotspur entdeckten. Die „Spurs“ nahmen ihn 1948 unter Vertrag – im Januar auf Amateurbasis und nach einigen Spielen in Reservemannschaften im Oktober des Jahres per Profikontrakt.
Die ersten Erfolge verzeichnete Brittan jenseits der ersten Mannschaft. Er gewann in der Saison 1949/50 den East Anglian Cup und absolvierte im Wettbewerb alle fünf Partien, inklusive des 4:1-Finalsiegs gegen Harwich & Parkeston. Am 7. Oktober 1950 debütierte er in der Profielf gegen den FC Burnley (1:0). Dies markierte den Beginn von acht Einsätzen in der Meistersaison 1950/51 und im Verlauf seiner aktiven Laufbahn sammelte er 45 Pflichtspiele an. Seine erfolgreichste Zeit hatte er in der Saison 1952/53 mit 13 Partien, davon vier im FA Cup. Das einzige Tor gelang ihm per Weitschuss anlässlich eines 2:1-Siegs gegen Sheffield United am 17. April 1954, der den mittlerweile in der unteren Tabellenhälfte angekommenen Spurs etwas Luft im Abstiegskampf verschaffte. Nach zwei Meisterschaften mit Tottenhams Reserve in der Football Combination in den Spielzeiten 1955/56 sowie 1956/57 zog er sich am 2. November 1957 in der ersten Halbzeit des Duells mit dem AFC Sunderland (1:1) eine Verletzung zu, die ihn aber nicht davon abhielt, die Partie auf dem linken Flügel bis zum Ende zu bestreiten. Anschließend agierte er noch weiter in den Ersatzteams, wobei die Begegnung am 15. November 1958 gegen Chelmsford City das Ende seiner Zeit in Tottenham markierte. In seiner persönlichen Bilanz für den Klub wurden mehr als 300 Reservemannschaftpartien verzeichnet; dass er verhältnismäßig wenige Profielfeinsätze verzeichnen konnte, lag auch an der hochkarätigen Konkurrenz in der Läuferreihe mit zunächst Ron Burgess und Bill Nicholson bzw. gegen Mitte der 1950er-Jahre mit Danny Blanchflower und Tony Marchi.
Am 21. November 1958 schloss sich Brittan Bedford Town in der semiprofessionellen Southern League an und er bestritt 24 Partien in der Saison 1958/59, die seinem neuen Klub die dortige Meisterschaft bescherte. Später führte er noch den Ligakonkurrenten Tunbridge Wells United als Kapitän an. Nach dem Ende seiner Fußballerlaufbahn arbeitete er in Avonmouth und betätigte sich weiterhin in mehreren Sportarten von Schwimmen bis zum Bodybuilding. Er verstarb am 4. April 2013 im Alter von 85 Jahren in seiner Heimatstadt Bristol.